# Klimat w Bydgoszczy
Klimat w Bydgoszczy – warunki meteorologiczne na terenie miasta Bydgoszczy i najbliższej okolicy.

## Charakterystyka
Bydgoszcz znajduje się w strefie klimatu umiarkowanego przejściowego. Na terenie miasta klimat można określić jako kontynentalny pod względem ilości opadów oraz oceaniczny pod względem termicznym. Klimat Bydgoszczy kształtowany jest głównie przez różne odmiany mas powietrza polarnego morskiego, których prawdopodobieństwo wystąpienia wynosi 65%. Kolejne pod względem częstości występowania są: masy powietrza arktycznego (20%) oraz kontynentalnego (11%). Najrzadziej napływa powietrze zwrotnikowe (3%). Nad Bydgoszczą najczęściej pojawiają się fronty chłodne, którym w okresie letnim często towarzyszą burze, zmiany temperatury oraz wzrost prędkości wiatru. Częstość pojawiania się frontów ciepłych jest o 30% mniejsza, a najrzadziej pojawiają się fronty okluzji.
Obiektami, które wpływają w pewnym stopniu na właściwości atmosfery w okolicy miasta są: wyniesienia Pojezierza Pomorskiego, doliny: Wisły, Brdy i Kanału Bydgoskiego oraz kompleksy leśne Borów Tucholskich i Puszczy Bydgoskiej. W dolinnych zagłębieniach dochodzi do inwersji termicznych oraz rozwoju mgieł, otaczające miasto lasy sprzyjają zmniejszeniu prędkości wiatru, zaś wysoczyzny Pojezierza Pomorskiego przyczyniają się do zmniejszenia opadów atmosferycznych wskutek tzw. cienia opadowego.
Jedną z podstawowych cech klimatu Bydgoszczy jest występowanie tzw. miejskiej wyspy ciepła. Temperatury powietrza w godzinach wieczornych, nocnych i porannych są zwykle o kilka stopni Celsjusza wyższe w stosunku do otaczających miasto terenów rolniczych i leśnych. Powodem tego zjawiska jest obecność obiektów o dużej pojemności cieplnej (zwarta zabudowa, nawierzchnie betonowe, asfaltowe), które dłużej oddają ciepło do atmosfery.

### Termiczne pory roku
Okres wegetacyjny w Bydgoszczy trwa średnio od 30 marca do 3 listopada (219 dni, 60% roku). Obejmuje on czas, w którym średnia dobowa temperatura powietrza przekracza 5 °C. Długość tego okresu jest zmienna w poszczególnych latach od 190 do 270 dni. Występuje sześć pór roku: wiosna (50 dni), lato (90 dni), jesień (65 dni), przedzimie (40 dni), zima (90 dni) i przedwiośnie (30 dni).

### Temperatura powietrza
Średnia temperatura powietrza w Bydgoszczy z wielolecia 1881-1960 wynosi +7.8 °C, a z okresu 1945-1994: +8,4 °C. Najchłodniejszym miesiącem jest styczeń (-2,3 °C), a najcieplejszym lipiec (+18,3 °C). Najniższą temperaturę zanotowano 1 lutego 1956 r. (-26,9 °C) a najwyższą 31 lipca 1994 r. (38,0 °C). Na wysoczyźnie i górnych terasach zanotowano średnie miesięczne temperatury powietrza wyższe o około 2 °C, co potwierdza częste zjawisko inwersji w pradolinie, w jakiej rozlokowała się Bydgoszcz.
W latach 1945–1994 w Bydgoszczy występowało przeciętnie w roku:
- 6 dni upalnych (temp. maks. ≥30 °C); największa ich liczba wystąpiła w 1994 roku (24 dni).
- 38 dni bardzo ciepłych (temp. maks. ≥25 °C); najwięcej było ich w latach 1966 i 1992 (66 dni); występują od kwietnia do września,
- 100 dni z przymrozkami (temp. min. ≤ 0 °C), przy czym notuje się ok. 70 dni z przejściem temperatury przez „0 °C”, najczęściej w marcu;
- 34 dni mroźne (temp. maks. ≤ 0 °C); najwięcej wystąpiło w 1963 roku (75 dni)
- 2 dni bardzo mroźne (temp. maks. ≤ -10 °C); najwięcej ich było w roku 1987 (10 dni).

Przymrozki przygruntowe w Bydgoszczy rozpoczynają się średnio 25 września, a kończą 19 maja. Skrajne daty występowania przymrozków to: 9 września i 22 czerwca. Na terenach podmokłych i w obniżeniach okres przymrozkowy jest nieco dłuższy.

### Usłonecznienie
Usłonecznienie w rejonie Bydgoszczy jest generalnie średnie w stosunku do kraju. Wyższe niż przeciętne w kraju jest wiosną (marzec-maj), średnie latem i jesienią (czerwiec-październik), natomiast niższe zimą (listopad-luty). Wynosi ono średnio 4,2 godziny na dobę, najwięcej w czerwcu – 8,2, a najmniej w grudniu – 0,8 godz. Średnia w roku suma godzin usłonecznienia wynosi 1509, z czego 75% przypada na okres wegetacyjny (kwiecień-wrzesień). Największą dzienną sumę usłonecznienia zanotowano w 1969 roku – 4,7 godz. na dobę, a najmniejszą w 1981 roku – 3,2 godz.

### Zachmurzenie
Zachmurzenie średnio w ciągu roku wynosi ok. 6,5 (w skali 0-10 pokrycia nieba) i najmniejsze notuje się we wrześniu i w czerwcu, natomiast maksimum zachmurzenia przypada na listopad-grudzień (7,7).

### Wiatr
W Bydgoszczy przeważają wiatry z kierunku zachodniego (18%) i południowo-zachodniego (13%). Pozostałe kierunki mają częstość 7-11%, zaś najrzadziej wiatr wieje z kierunku południowo-wschodniego (6%). Frekwencja wiatrów z zachodu wzrasta latem i zimą, wiosną i latem – z sektora północnego, a jesienią i zimą – z sektora południowego.
Przez około 88 dni w roku (24%) występuje cisza. Procentowy udział ciszy wzrósł w okresie powojennym, czego przyczyną jest m.in. zintensyfikowanie zabudowy miejskiej. Średnia prędkość wiatru w latach 1945-1994 wynosiła 2,3 m/s (8,3 km/h), zaś na obrzeżach miasta – 3,3 m/s. W przebiegu rocznym najsilniejszy wiatr występuje w miesiącach zimowych, zaś najsłabszy w lecie, zwłaszcza w sierpniu. Na wiatry słabe i bardzo słabe (do 5 m/s) przypada 87% częstości występowania, zaś wiatry umiarkowane i silne wieją niemal wyłącznie z sektora zachodniego.

### Opady
Obszar okolic Bydgoszczy położony jest w cieniu opadowym wysoczyzn morenowych Pojezierzy Południowobałtyckich, dlatego obserwuje się tu stosunkowo niskie roczne sumy opadów. Średnia suma z lat 1861-1966 wynosiła 509 mm, dla okresu 1945-1994 - 512 mm, zaś dla okresu 1993-2002 – 533 mm. Wielkość opadu jest bardzo zmienna w poszczególnych latach. Najniższą sumę opadów zarejestrowano w 1989 roku - 269 mm, a najwyższą w 1980 roku - 809 mm. Maksimum opadów przypada na lipiec (72 mm), a minimum na luty (20 mm). W okresie wegetacji roślin (kwiecień - wrzesień) średnia suma opadu wynosi 318 mm przy wahaniach od 113 mm (1989 r.) do 651 mm (1980 r.) Największe różnice w wielkości opadu występują w miesiącach letnich, np. w czerwcu zanotowano 18 mm (1989 rok) i 317 mm (1980 rok). Maksymalny opad dobowy po 1945 r. wystąpił 15 czerwca 1980 roku - 93 mm. W roku występuje 155 dni z opadem (najwięcej w grudniu), w tym 31 dni z opadem powyżej 5 mm oraz 3 dni z opadem ponad 20 mm. Więcej opadów w okresie letnim notuje się w pobliżu zbiorników wodnych i dolin rzecznych, które leżą na szlakach zjawisk burzowych. Najwięcej dni z opadami pojawia się w zimie, ale największe sumy opadów notuje się w okresie letnim.

### Niedobór klimatyczny opadu
Obszar Bydgoszczy charakteryzuje się znacznymi niedoborami wody w okresie wegetacyjnym. W tym okresie częstość wystąpienia dnia z opadem ponad 5 mm wynosi 10%. W latach średnich i suchych występuje niedobór wody opadowej dla roślin. Od kwietnia do września niedobór klimatyczny opadu (różnica między parowaniem a opadem) wynosi średnio 226 mm, a w latach suchych ponad 300 mm. Według danych z wielolecia 1945-2010, średni niedobór opadów (ujemny klimatyczny bilans wodny) w kwietniu wynosił 31 mm, w maju 48 mm, w czerwcu 54 mm, w lipcu 31 mm, w sierpniu 31 mm, a we wrześniu 11 mm. Długość okresów posusznych dochodzi do 60 dni i występuje z reguły w okresie kwiecień-czerwiec. W latach 1981–2000 okresy bezopadowe trwające ponad 30 dni pojawiały się 9 razy (co drugi rok).

### Pokrywa śnieżna
Pokrywa śnieżna w Bydgoszczy po raz pierwszy średnio występuje 6 grudnia, a po raz ostatni w trzeciej dekadzie marca. Średnia długość zalegania pokrywy śnieżnej wynosi 51-57 dni, niemniej zdarzają się zimy niemal bezśnieżne. Najwięcej dni z pokrywą śnieżną pojawia się w styczniu, a następnie w lutym i grudniu. Jej grubość rzadko przekracza 25–30 cm. Najdłuższy okres zalegania pokrywy śnieżnej notowano zimą 1978/1979 – 88 dni, z grubością 45 cm.

### Ciśnienie atmosferyczne
Średnie ciśnienie atmosferyczne w Bydgoszczy wynosi 1009 hPa. Najniższe jest wiosną (kwiecień), nieco wyższe latem, a maksimum osiąga w październiku. W okresie zimowym częste są gwałtowne zmiany ciśnienia, do 15 hPa w ciągu doby. Najniższe dobowe wartości ciśnienia sięgały 977 hPa, a najwyższe 1040 hPa, a nawet 1052 hPa (najwyższe zanotowane ciśnienie w powojennej historii miasta 23 stycznia 2006).

### Inne
Według Atlasu klimatycznego Polski średnia liczba dni ze zjawiskami atmosferycznymi w Bydgoszczy jest następująca:
- rosa: 69 dni (po 16 dni przypada na sierpień i wrzesień),
- mgły: 46; ich częstość jest większa w dolinie Wisły, Brdy i Kanału Bydgoskiego oraz na dolnym tarasie miasta, najdłuższy nieprzerwany czas zalegania mgły wynosił 86 godzin[3],
- szron: 31 dni (od września do maja),
- burza: 18 dni (z czego 13 dni przypada na okres maj - sierpień),
- szadź: 3-4 dni (najczęściej w lutym),
- grad: 2-3 dni (najczęściej w czerwcu),
- gołoledź: 2 dni (najczęściej w styczniu).

Średnia wilgotność względna powietrza w regionie bydgoskim wynosi 78% (od 88% w grudniu do 67% w maju i czerwcu).
| Miesiąc                              | Sty   | Lut   | Mar   | Kwi   | Maj  | Cze  | Lip  | Sie  | Wrz  | Paź  | Lis   | Gru   | Roczna |
| ------------------------------------ | ----- | ----- | ----- | ----- | ---- | ---- | ---- | ---- | ---- | ---- | ----- | ----- | ------ |
| Rekordy maksymalnej temperatury [°C] | 13.1  | 17.8  | 22.9  | 30.0  | 32.5 | 33.9 | 38.0 | 37.5 | 33.7 | 28.4 | 19.9  | 15.2  | 38,0   |
| Średnie temperatury w dzień [°C]     | 1.0   | 2.5   | 7.0   | 13.4  | 18.4 | 22.0 | 23.6 | 22.5 | 18.3 | 13.5 | 6.8   | 2.2   | 10,3   |
| Średnie dobowe temperatury [°C]      | -1.9  | -0.3  | 3.3   | 9.0   | 13.0 | 16.9 | 19.0 | 18.2 | 13.8 | 9.5  | 4.4   | 0.1   | 8,4    |
| Średnie temperatury w nocy [°C]      | -4.2  | -3.1  | -0.5  | 4.5   | 7.6  | 11.8 | 14.4 | 14.0 | 9.3  | 5.5  | 2.0   | -2.0  | 6,5    |
| Rekordy minimalnej temperatury [°C]  | -26.0 | -26.9 | -21.1 | -11.3 | -2.3 | 1.3  | 4.8  | 4.7  | -3.5 | -7.2 | -19.6 | -21.6 | −26,9  |
| Opady [mm]                           | 29    | 25    | 29    | 30    | 50   | 58   | 83   | 61   | 43   | 37   | 35    | 34    | 515    |
| Średnie usłonecznienie [h]           | 35    | 54    | 111   | 147   | 220  | 219  | 219  | 202  | 147  | 96   | 34    | 25    | 1509   |
| Źródło:                              |       |       |       |       |      |      |      |      |      |      |       |       |        |

## Bydgoskie stacje meteorologiczne
Bydgoska stacja meteorologiczna należy do najstarszych działających w Polsce. Jej początki sięgają 1848 roku. W 1906 przeniesiono ją na teren Instytutów Rolniczych przy al. Ossolińskich, które w 1920 przemianowano w Państwowy Instytut Naukowo-Rolniczy, potem oddział Państwowego Instytutu Gospodarstwa Wiejskiego w Puławach. W dwudziestoleciu międzywojennym pomiary meteorologiczne wykorzystywano przy badaniach naukowych dotyczących m.in. wpływu deszczowania na plony roślin uprawnych. Po II wojnie światowej bydgoska placówka stała się oddziałem badawczym nowo powstałego Instytutu Melioracji i Użytków Zielonych z siedzibą w Falentach k. Warszawy. Badania klimatu lokalnego poszerzono o pomiary mikroklimatu w dolinie Noteci i Wisły. W 1998 r. uruchomiono całodobowy monitoring meteorologiczny, a w 2005 stację wraz z instytutem przeniesiono na ul. Glinki 60 (Instytut Technologiczno-Przyrodniczy).
Druga stacja meteorologiczna związana jest z bydgoskim portem lotniczym, czynna od 1946. Znajduje się na południowych obrzeżach miasta na wysokości 70 m n.p.m. Od 2008 prowadzi się także automatyczne pomiary parametrów meteorologicznych na terenie Ogrodu Botanicznego IHAR w Myślęcinku.
Na portalu miejskim możliwe jest śledzenie parametrów meteorologicznych na bieżąco w stacjach Urzędu Miasta przy ul. Grudziądzkiej (Stare Miasto), Duracza (Fordon), Sardynkowej (Osowa Góra), BCTW (Myślęcinek).

## Pory roku w Bydgoszczy

### Wiosna

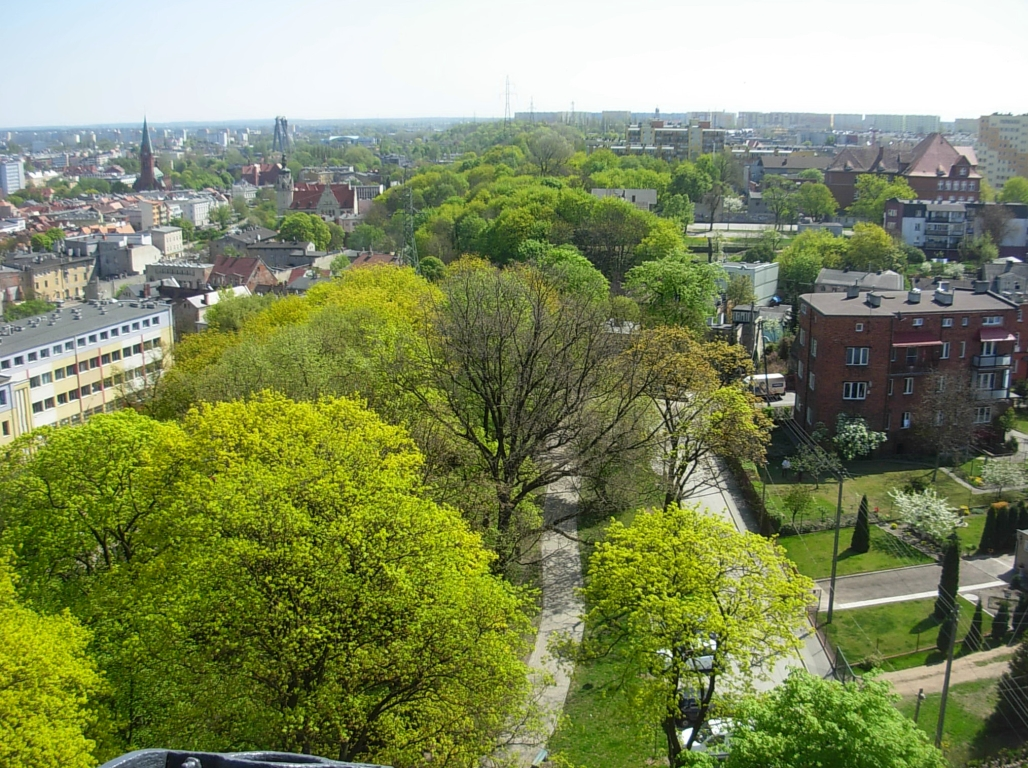
Widok miasta z wieży ciśnień
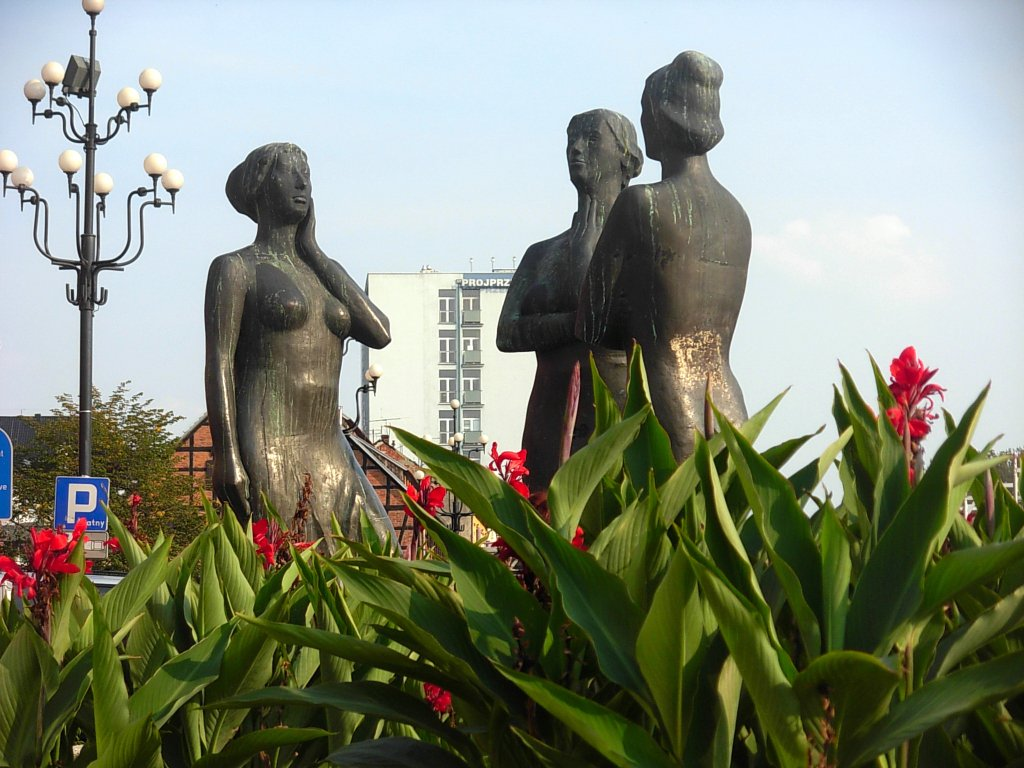
Trzy Gracje
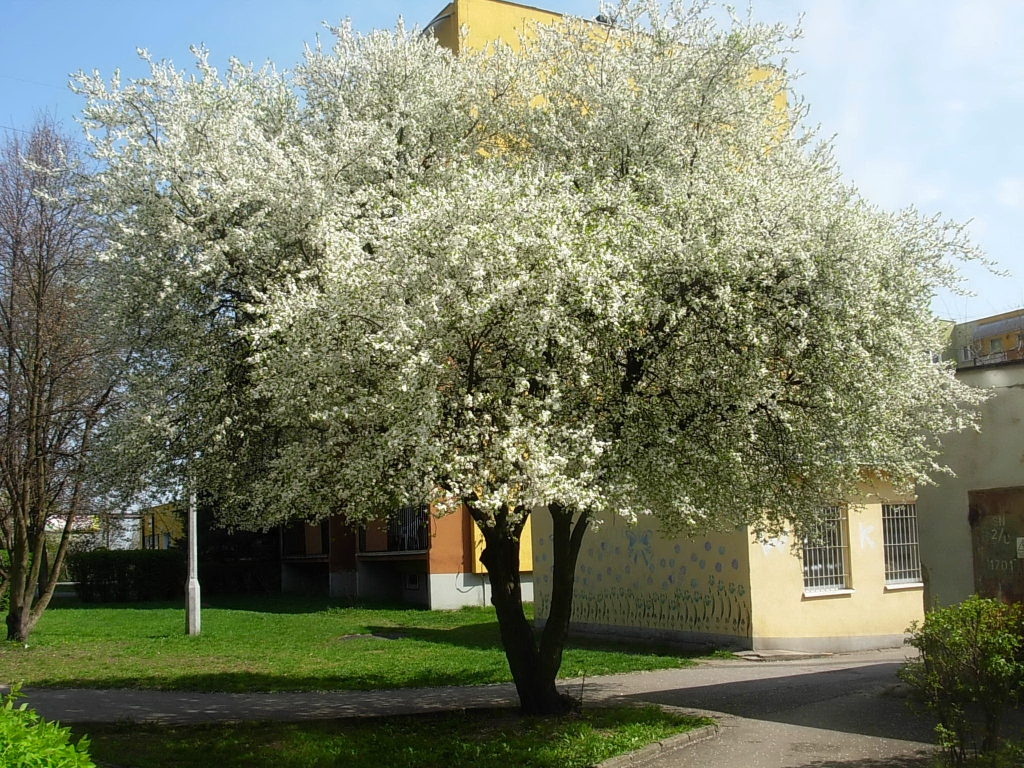
Kwitnące drzewo na Szwederowie
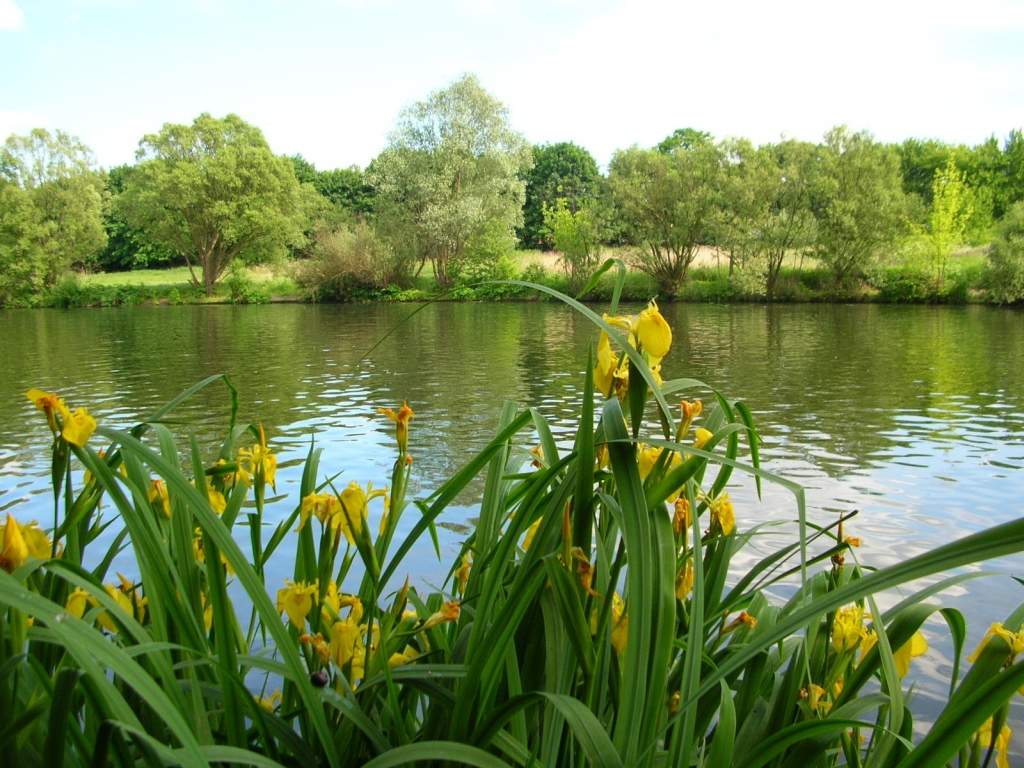
Wiosna nad Brdą
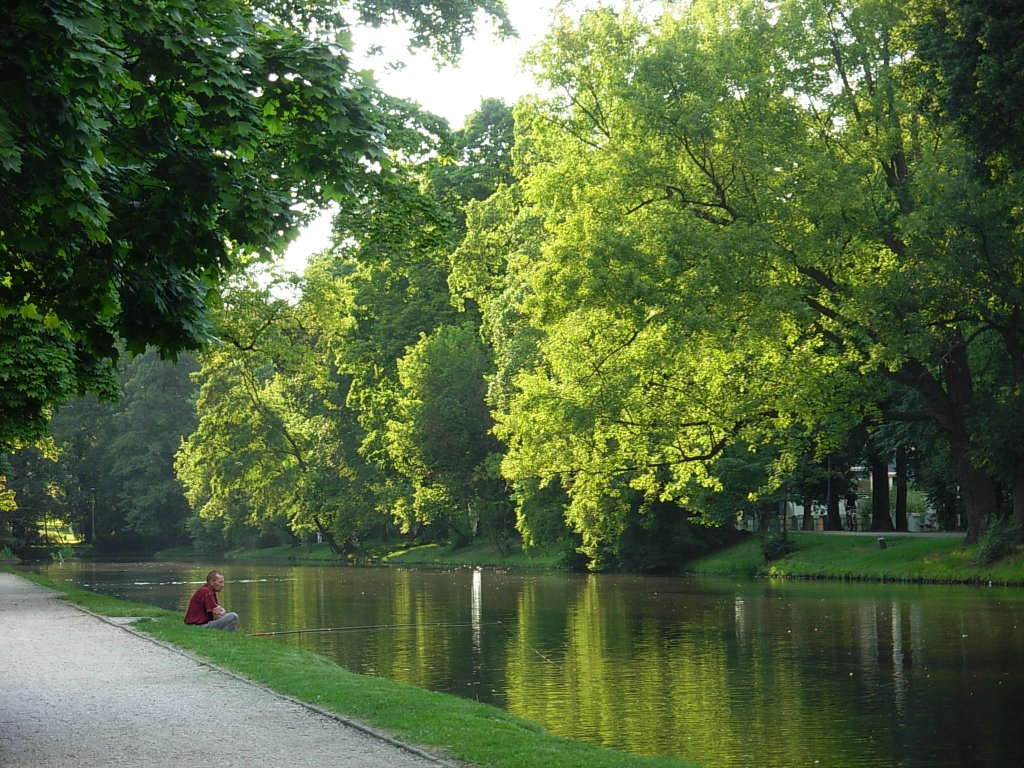
Planty nad Kanałem Bydgoskim

### Lato

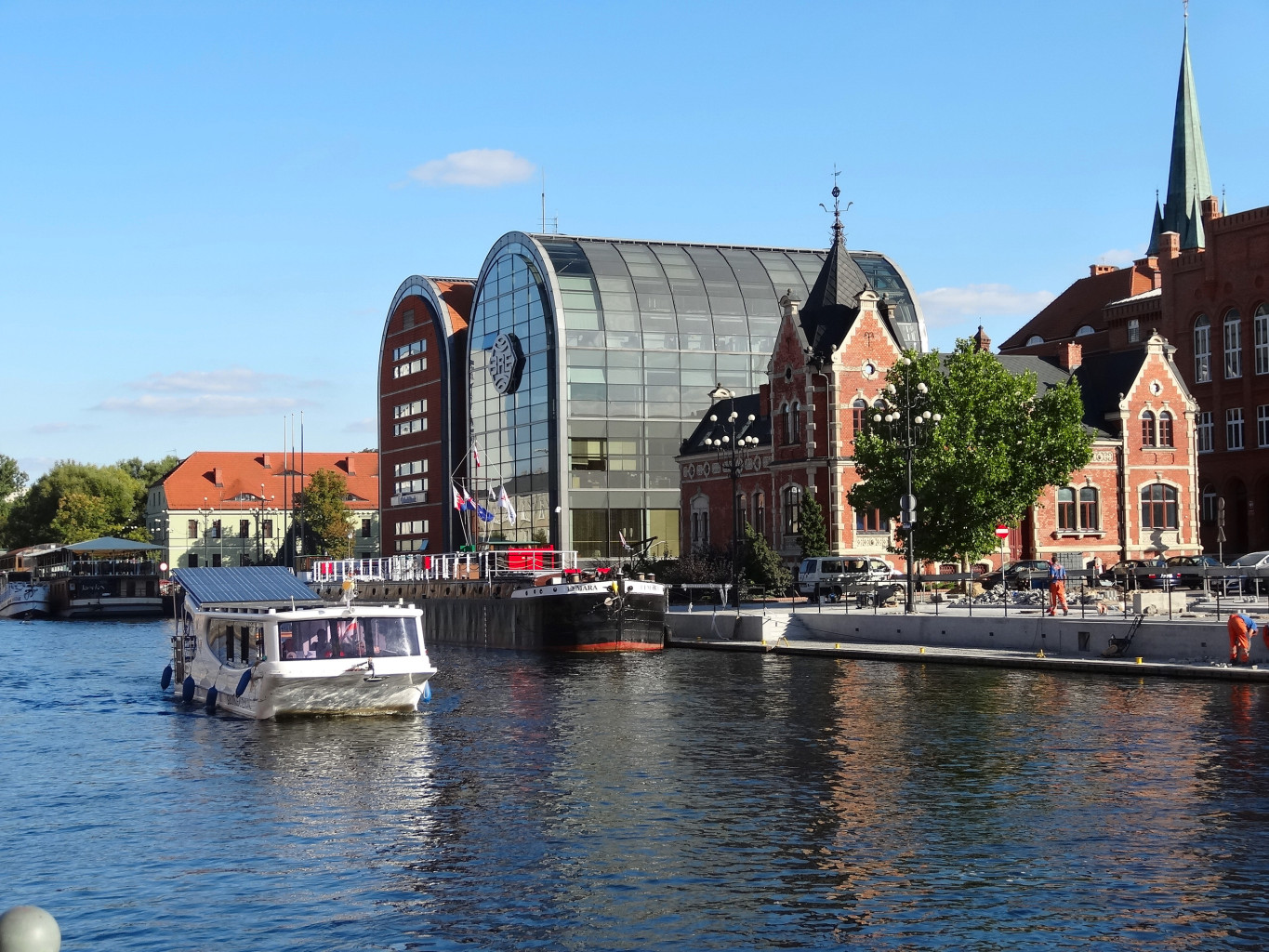
Nabrzeże Brdy w Bydgoszczy
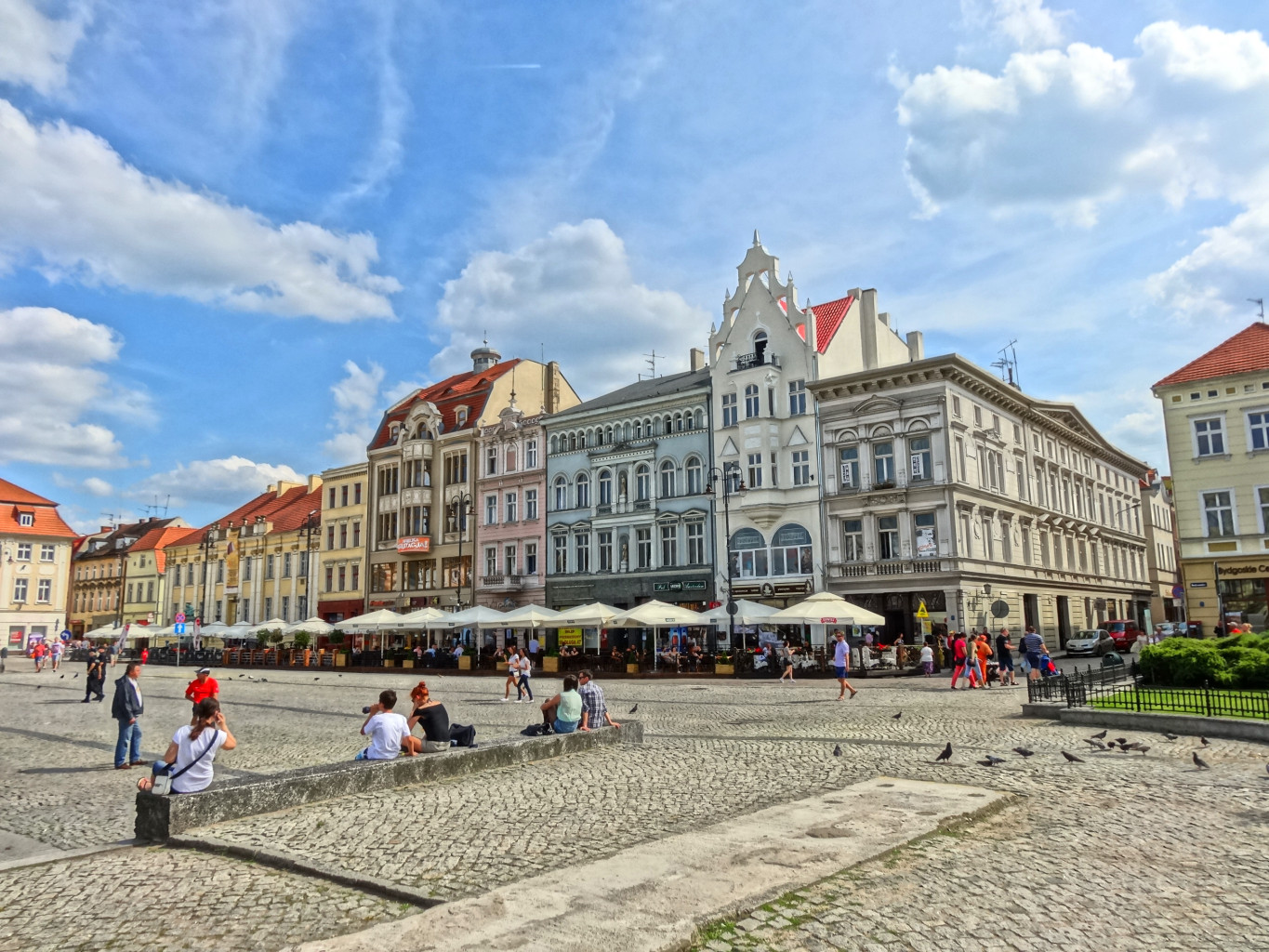
Stary Rynek
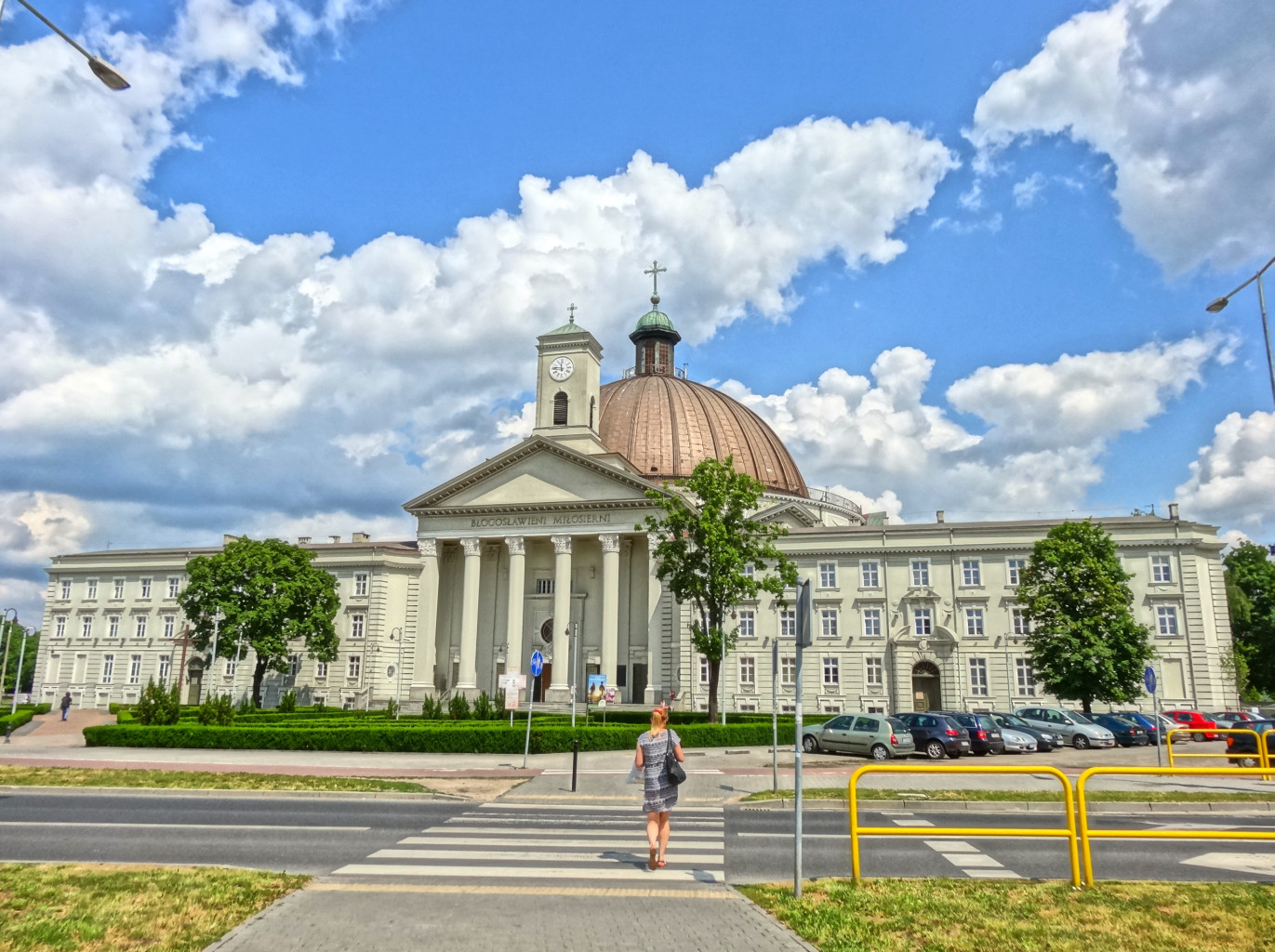
Bazylika św. Wincentego à Paulo
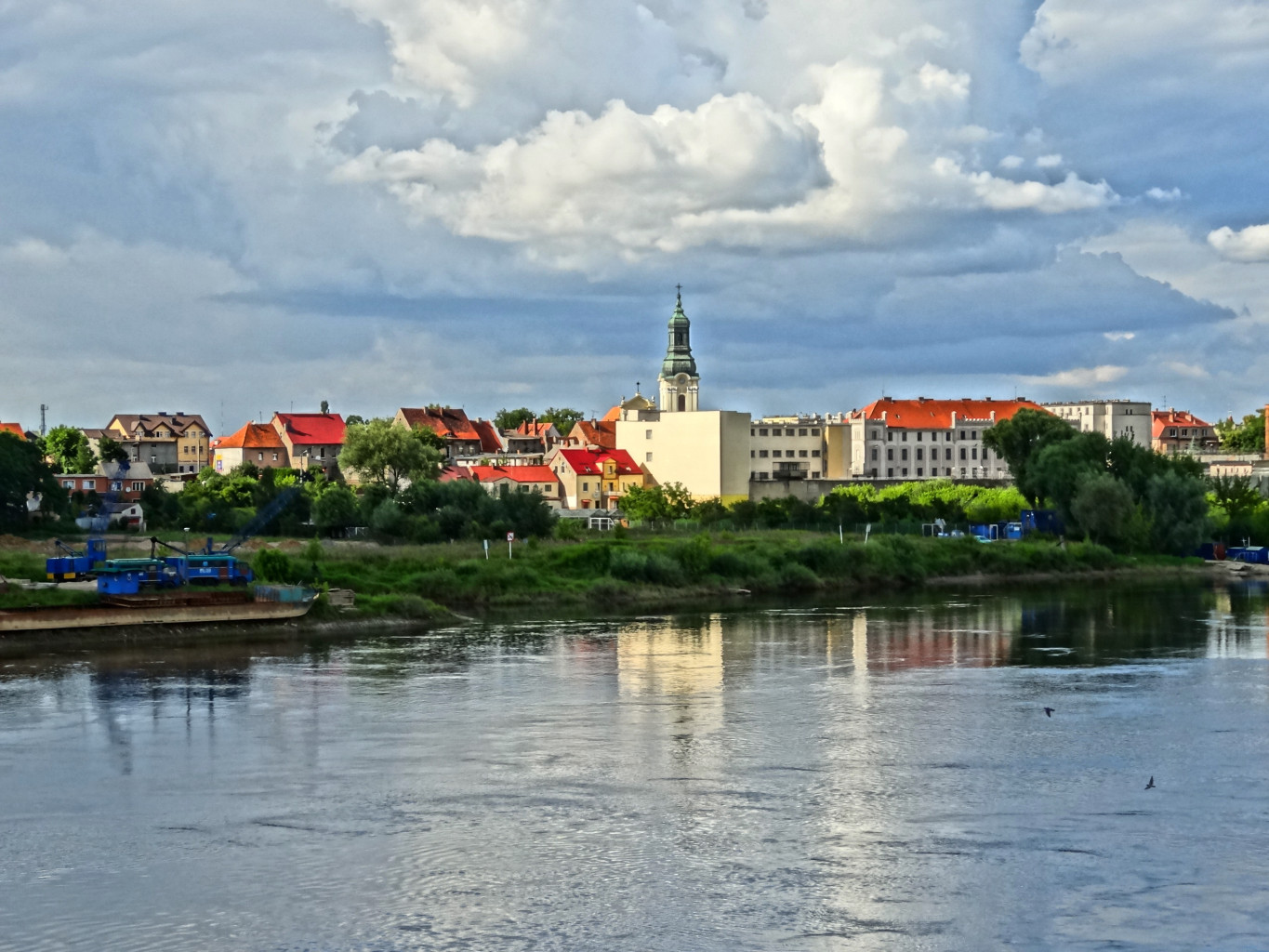
Stary Fordon nad Wisłą
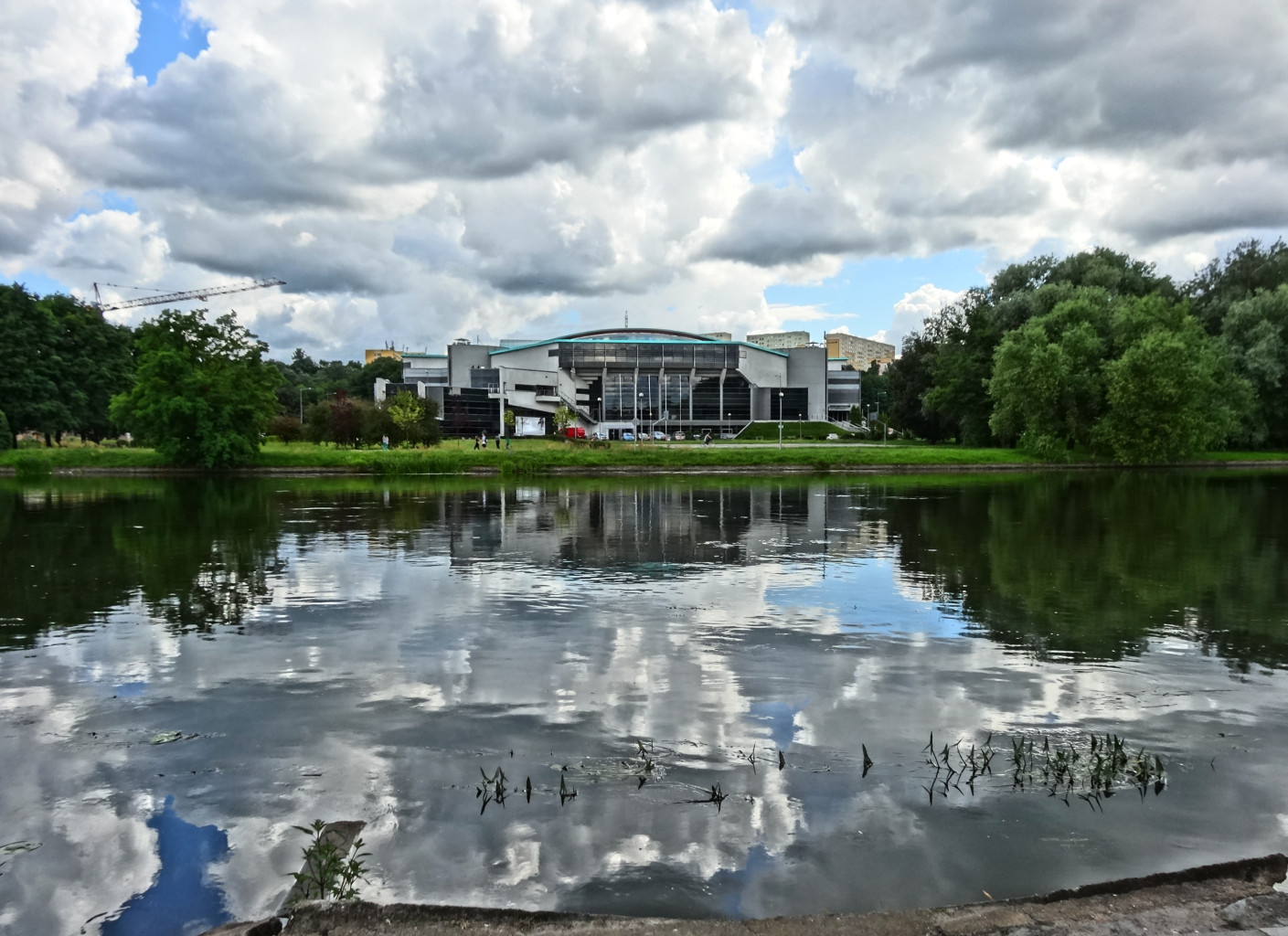
Brda koło hali Łuczniczka

### Jesień

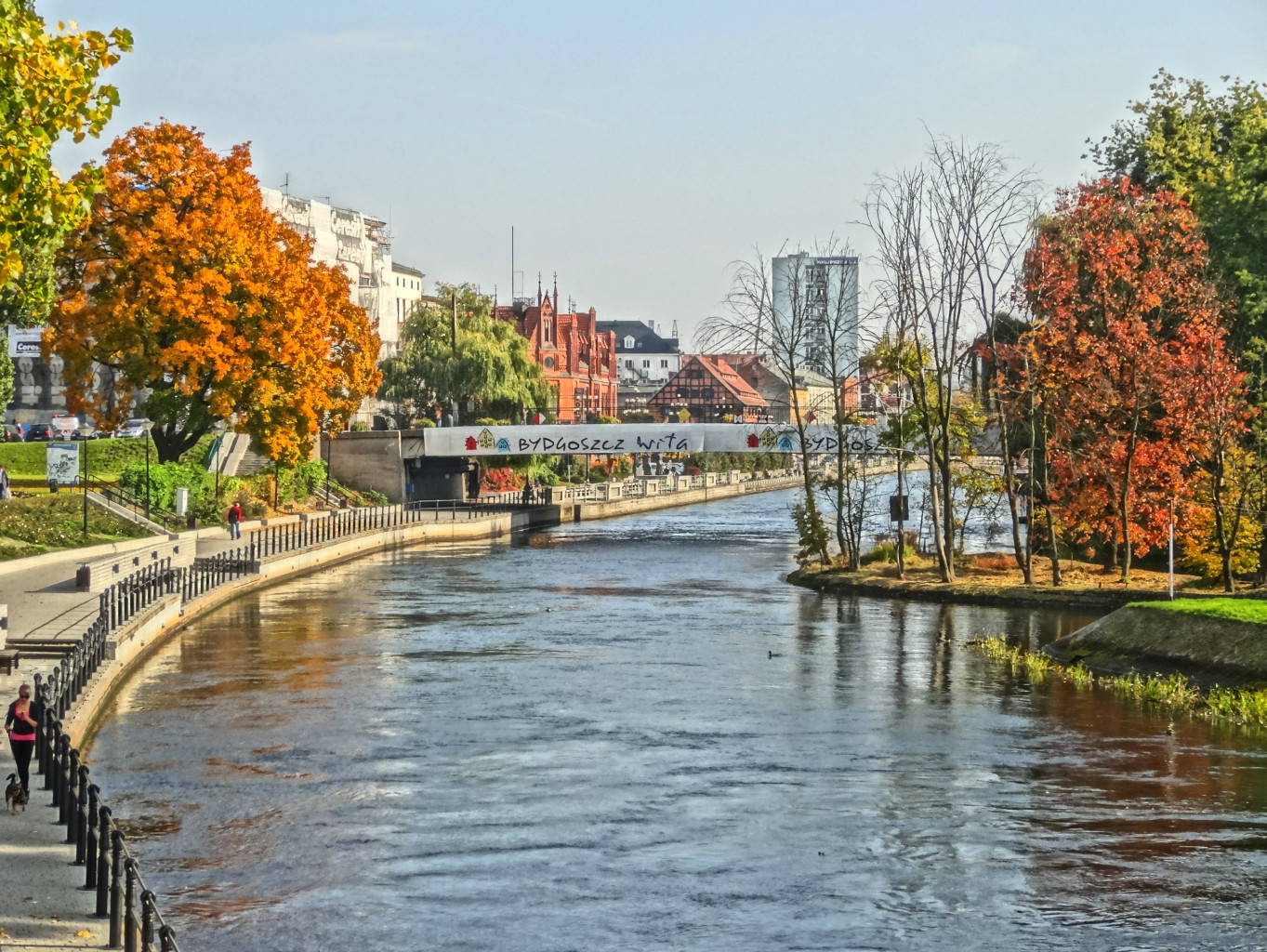
Brda w centrum miasta
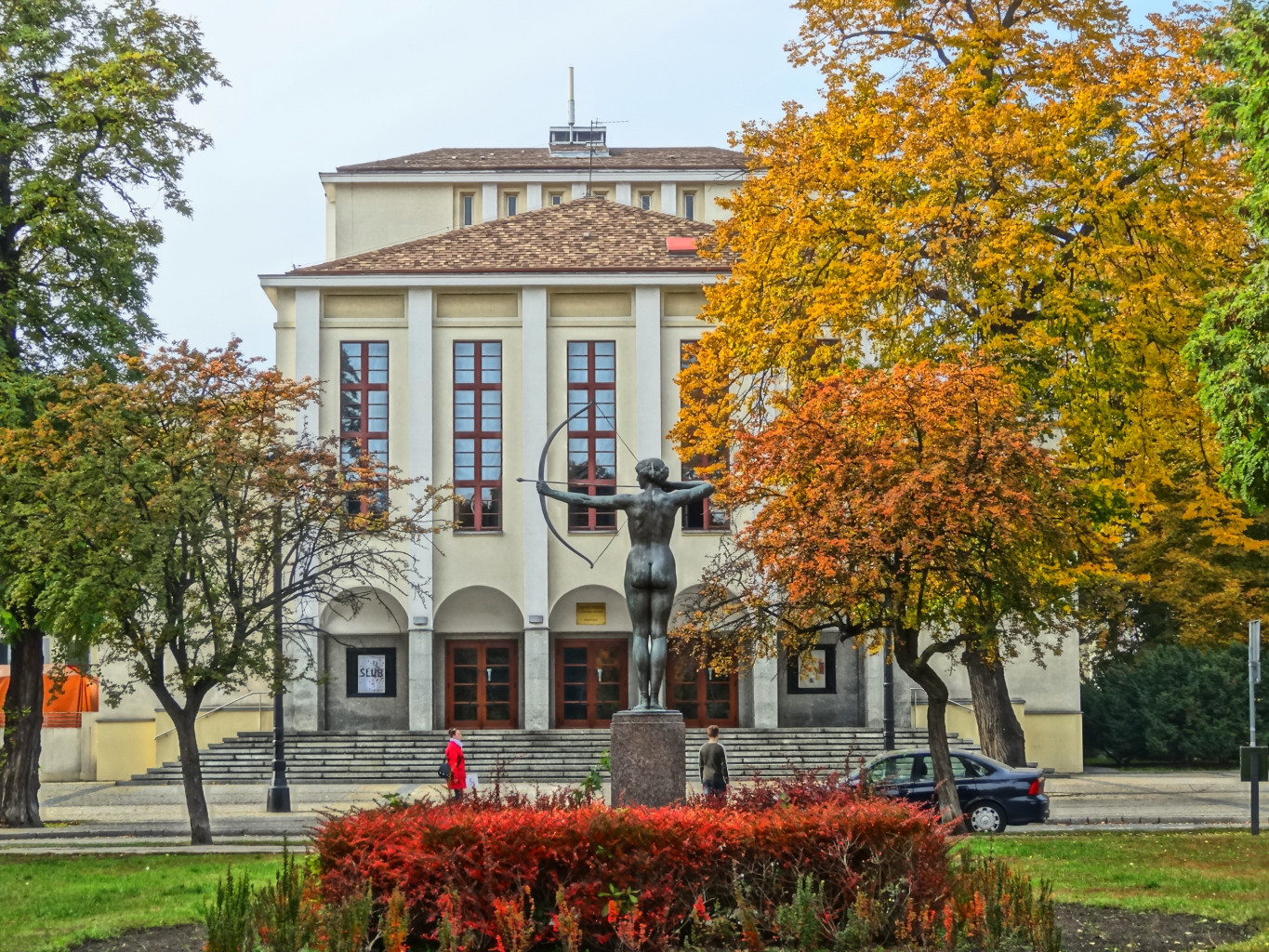
Teatr Polski
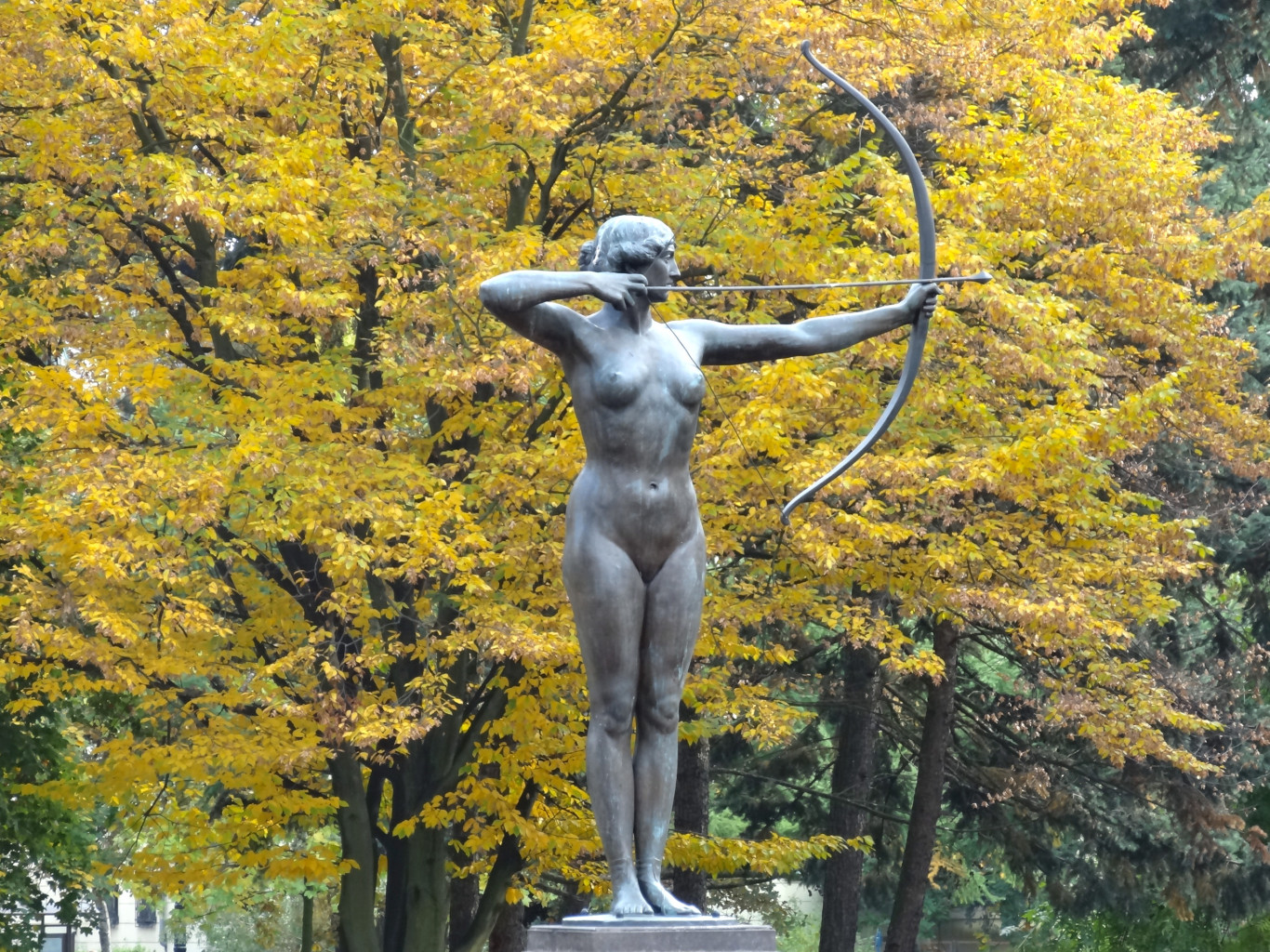
Łuczniczka
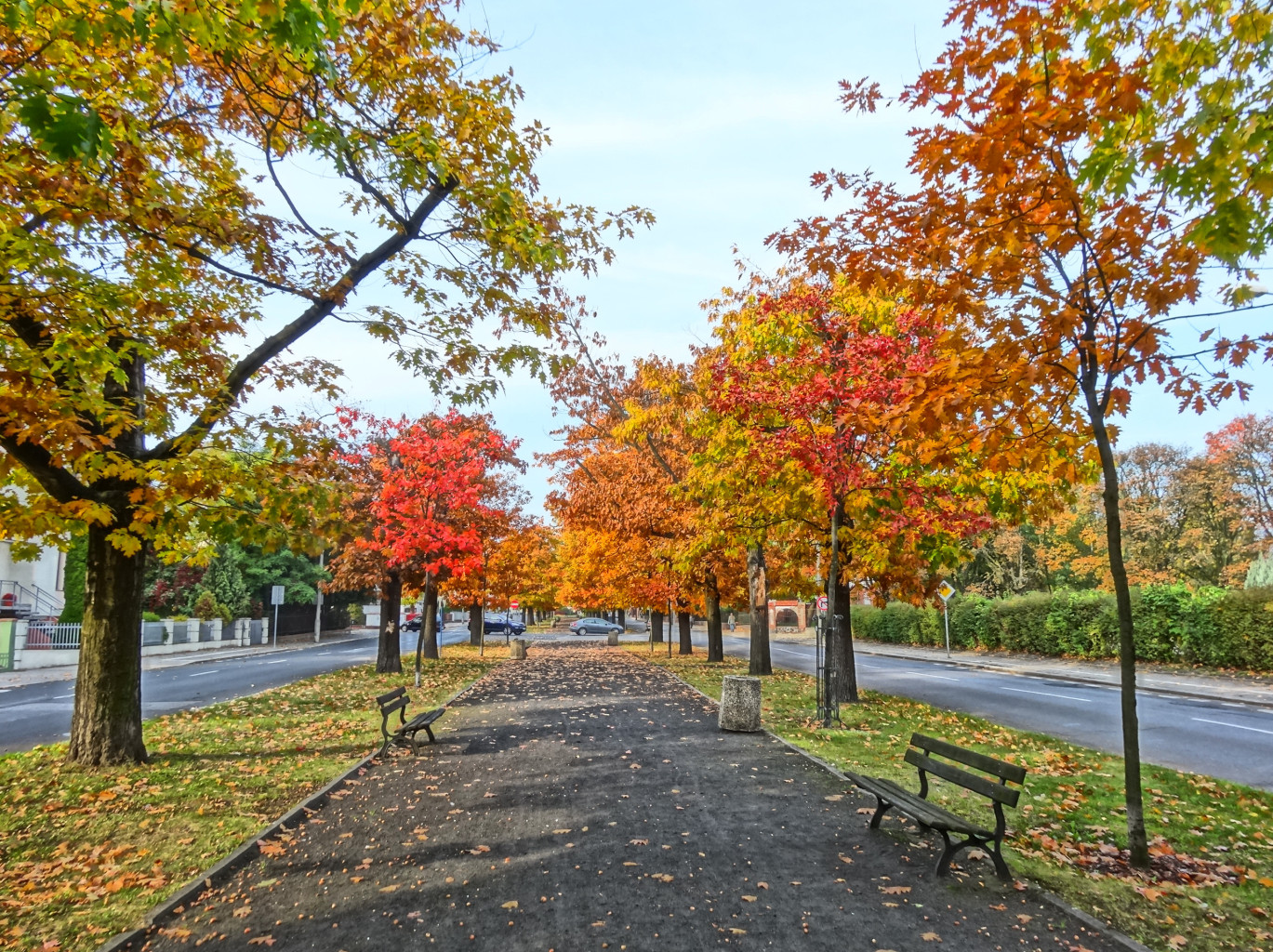
Aleja Ossolińskich
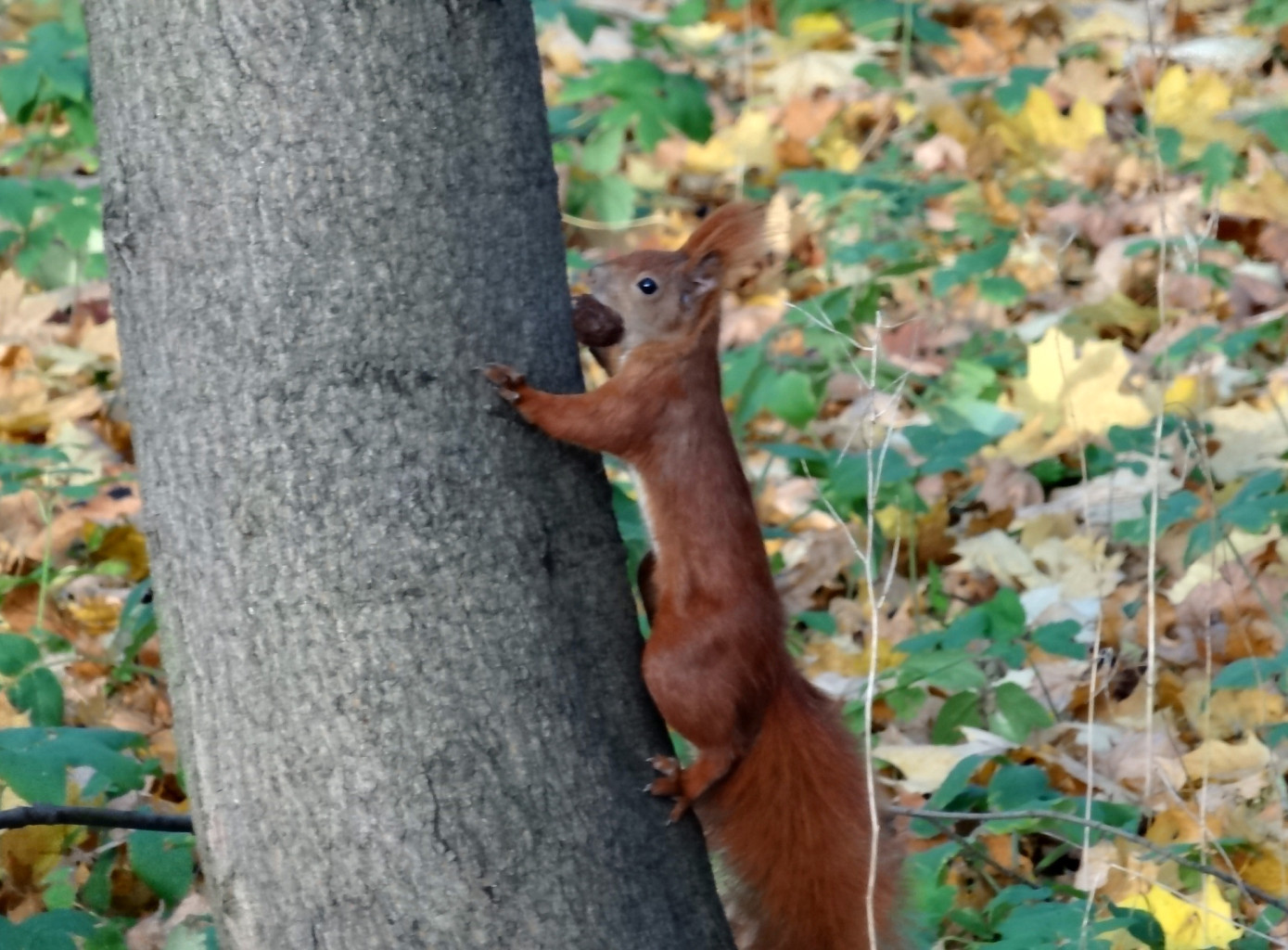
Wiewiórka w parku nad Kanałem Bydgoskim

### Zima

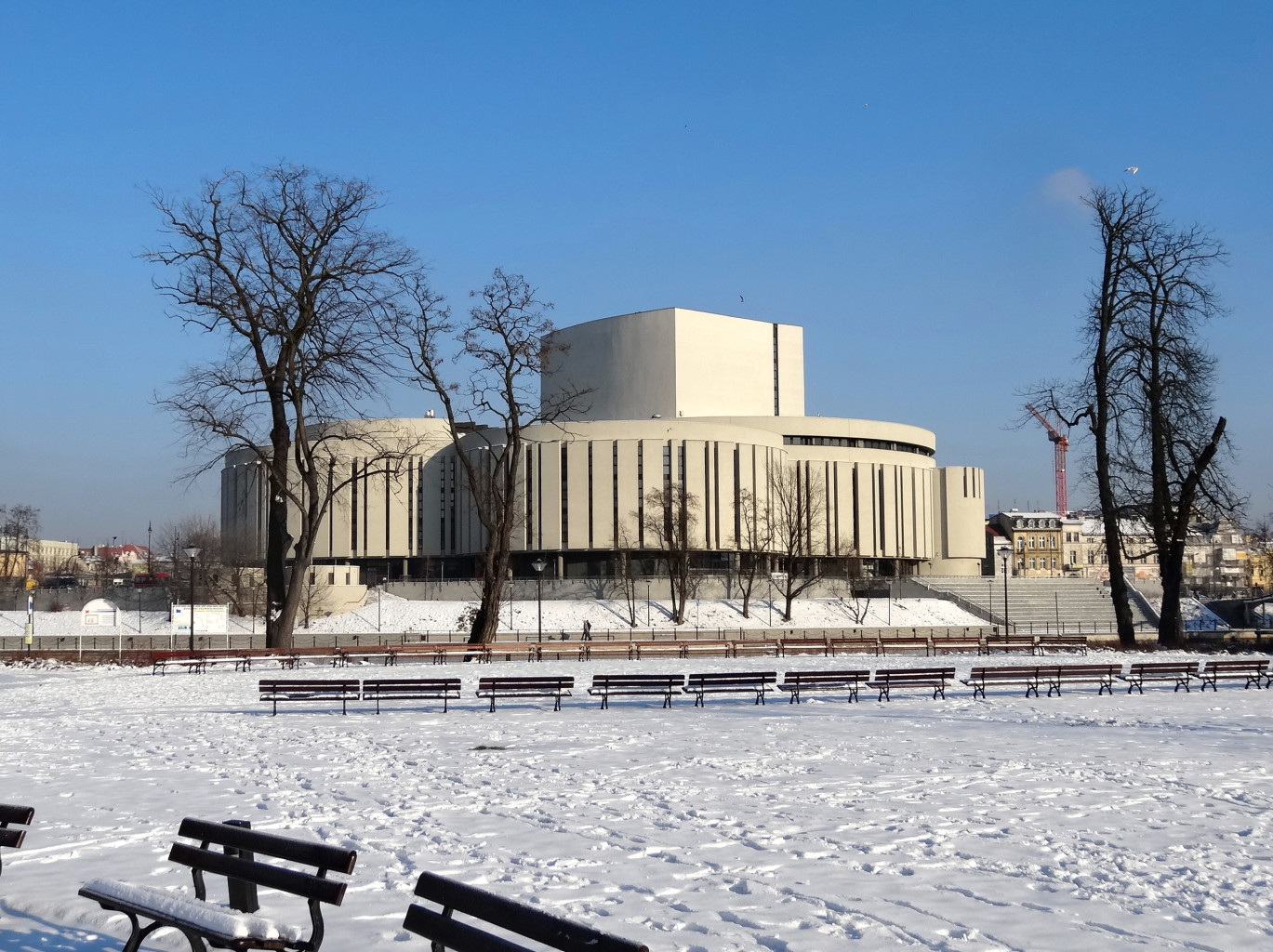
Opera Nova w zimowej scenerii
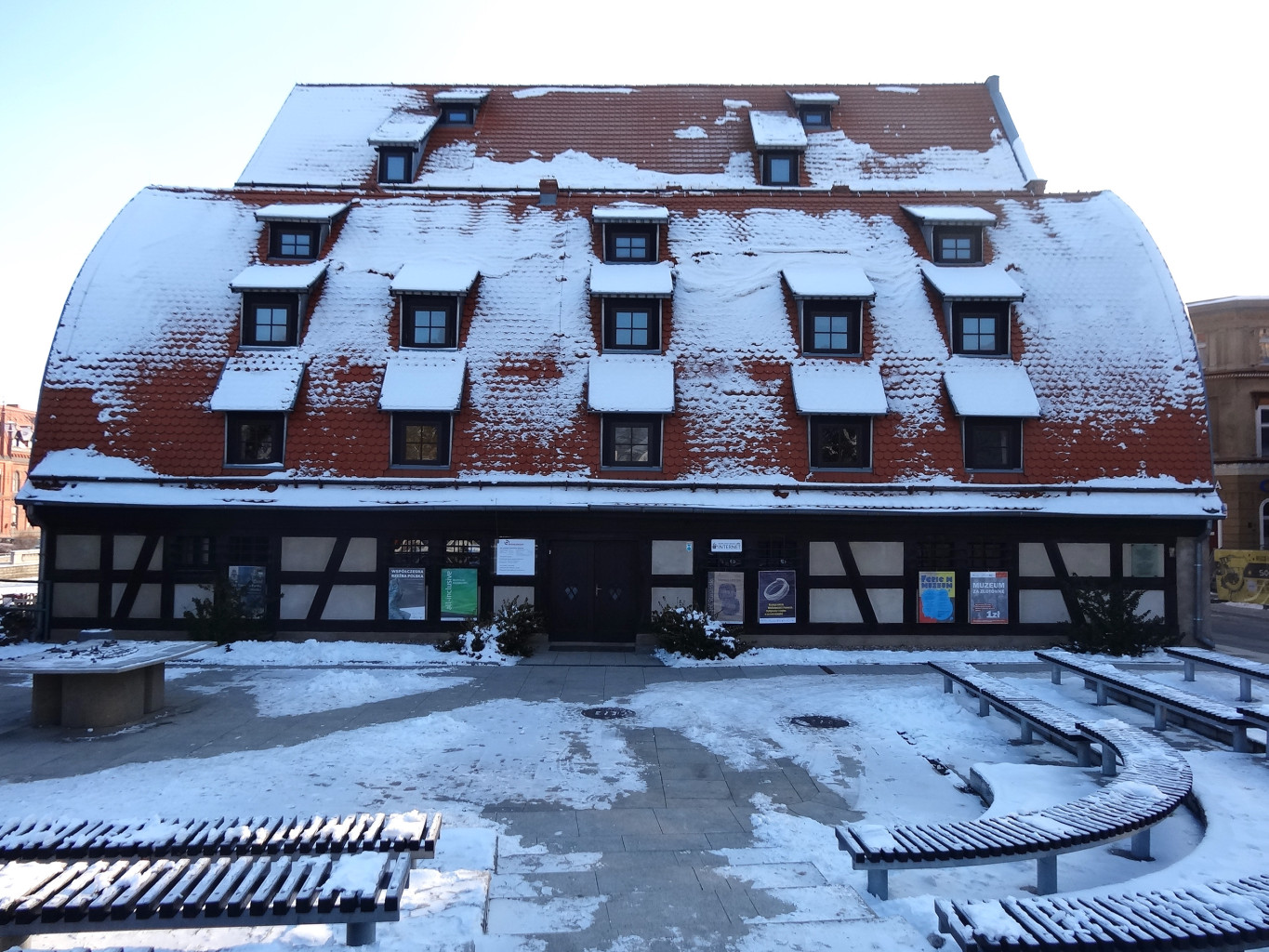
Ośnieżone spichrze
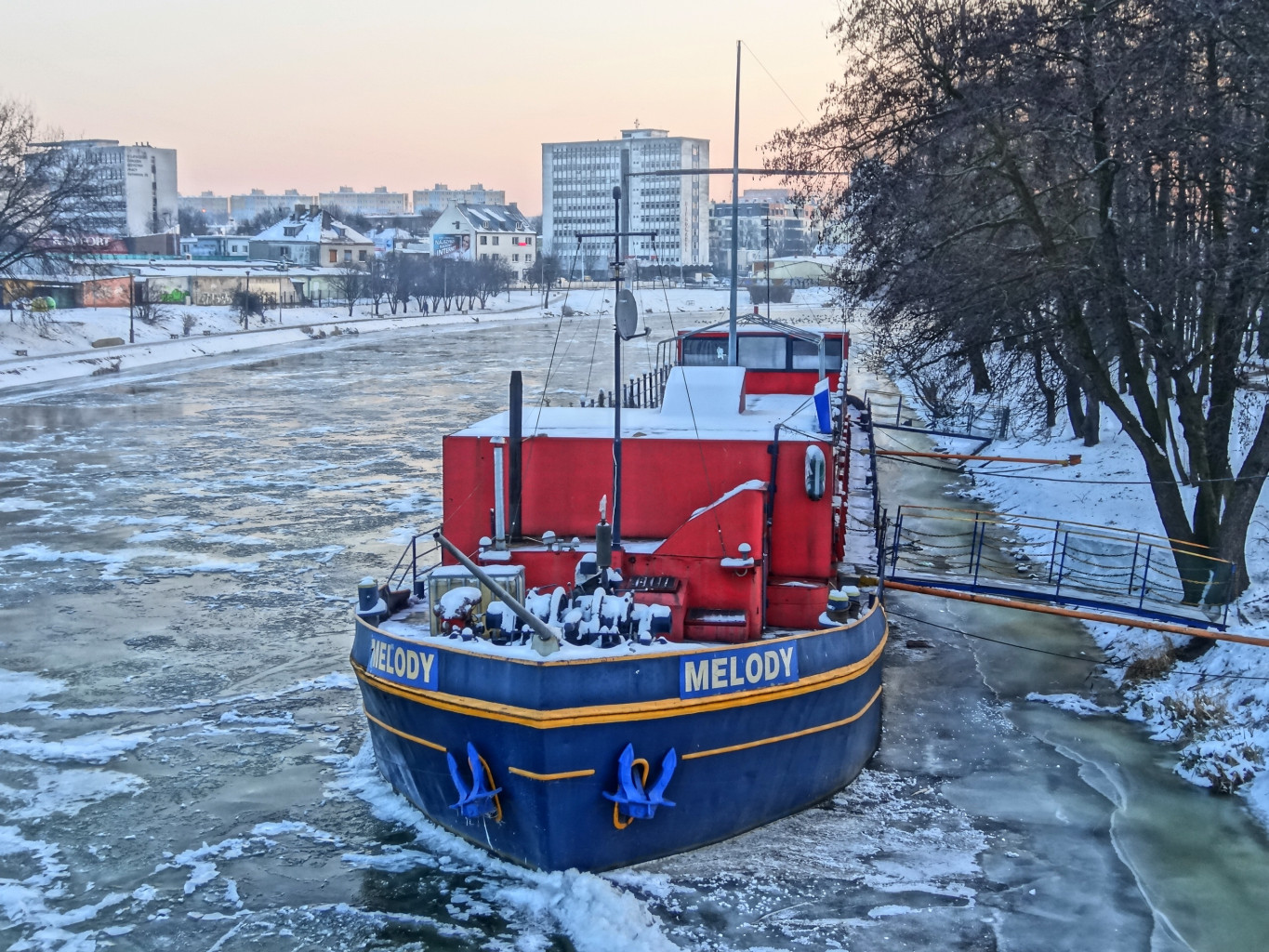
Zamarznięta Brda
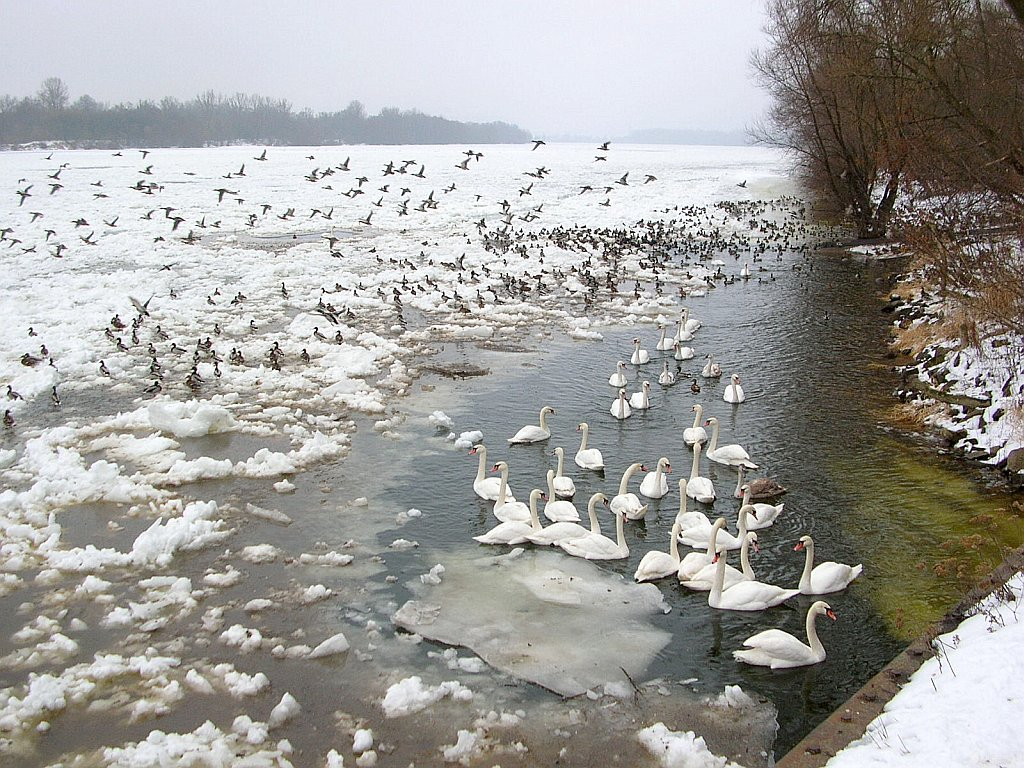
Wisła w Brdyujściu
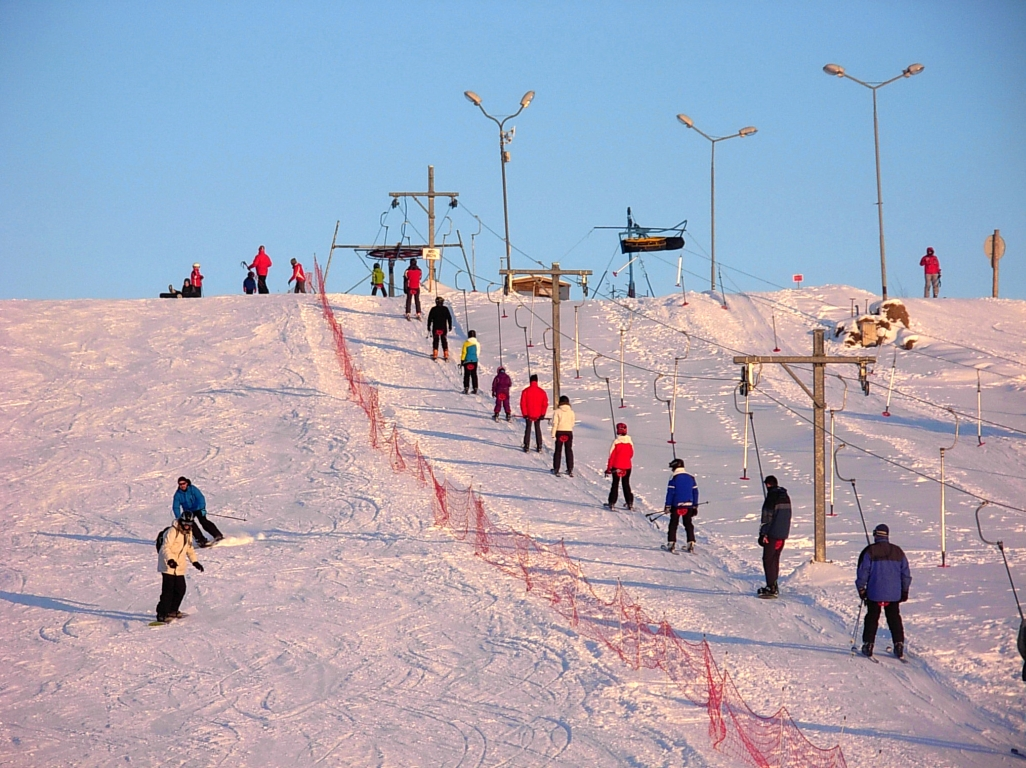
"Stefanowy Stok” narciarski w Myślęcinku